# Alcea karakalensis
Alcea karakalensis är en malvaväxtart som beskrevs av Josef Franz Freyn. Alcea karakalensis ingår i släktet stockrosor, och familjen malvaväxter. Inga underarter finns listade i Catalogue of Life.